# Aleurotrachelus trachoides
Aleurotrachelus trachoides es una especie de insecto hemíptero de la familia Aleyrodidae y la subfamilia Aleyrodinae. Se distribuyen por América.
Fue descrita científicamente por primera vez por Back en 1912.